# Draupadi

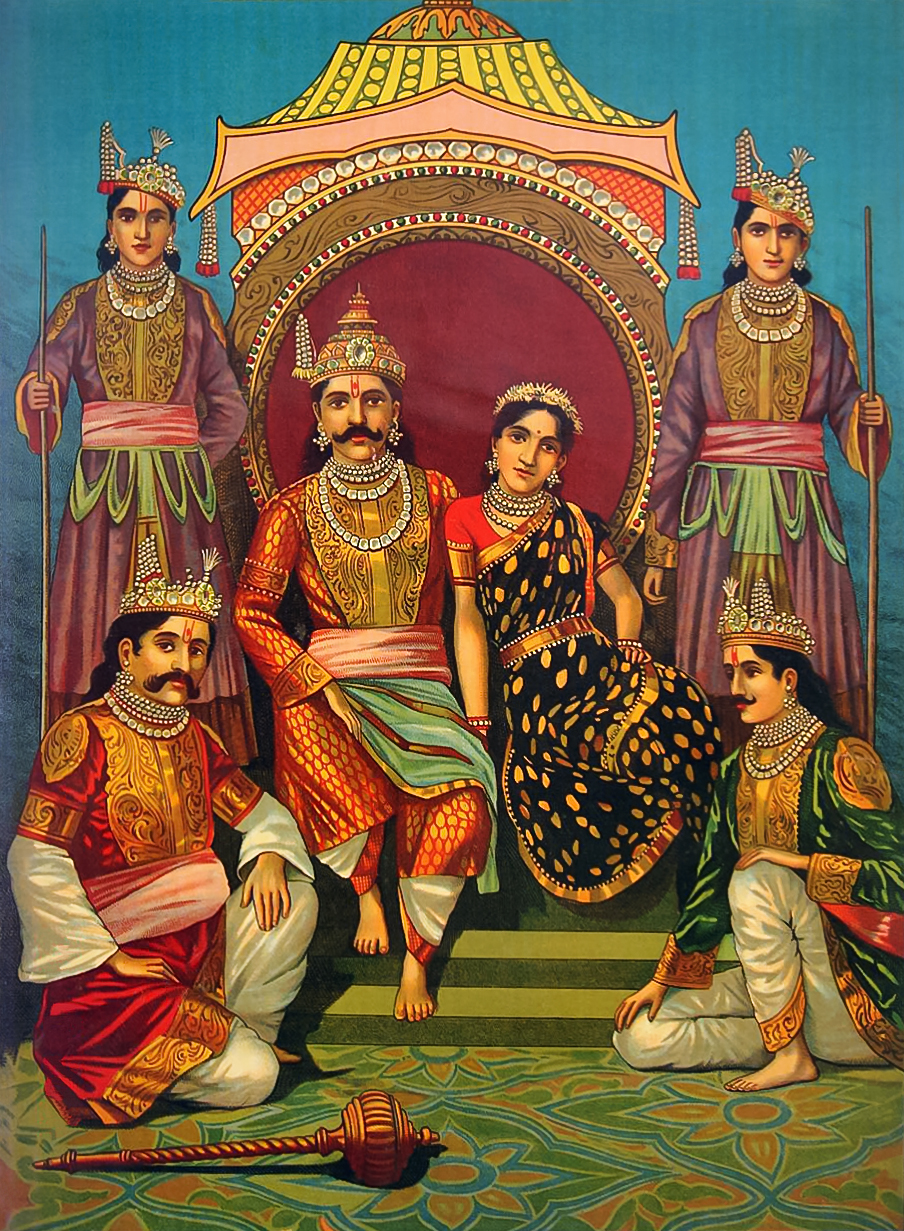
Draupadi und die Pandava-Brüder

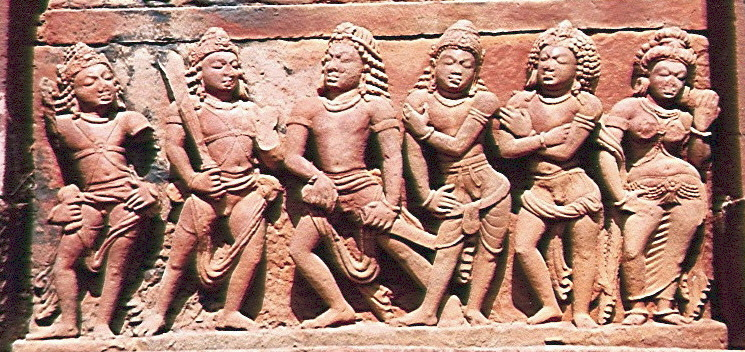
Draupadi und die Pandava-Brüder

Draupadi (Sanskrit: द्रौपदी Draupadī) ist eine der bekanntesten weiblichen Figuren des Mahābhārata-Epos bzw. der indischen Mythologie. Sie war die gemeinsame Ehefrau der fünf Pāndava-Brüder Yudhishthira, Bhima, Arjuna, Nakula und Sahadeva, von denen sie jeweils einen Sohn hatte.

## Mythos
Draupadi war die feuergeborene Tochter von Drupada, des Königs von Panchala, einem in vedischer Zeit mehrfach erwähnten Königreich im Nordwesten Indiens. Drupada hatte die Hälfte seines Königreichs in einem Kampf gegen Arjuna verloren, der zugunsten von Drona, einem Jugendfreund Drupadas, gekämpft hatte. Daraufhin entschloss sich Drupada ein Feueropfer (yajna) abzuhalten; während dieser Zeremonie entsprang plötzlich Draupadi, eine schöne junge Frau, zusammen mit ihrem Bruder Dhrishtadyumna dem Feuer. Drupada beschloss, sie dem Prinzen Arjuna zur Frau zu geben, entschloss sich jedoch kurz darauf, einen Wettstreit (swayamvara) zu veranstalten. Alle Bewerber bis auf Karna konnten die gestellten Aufgaben nicht bewältigen, doch lehnte Draupadi Karna mit dem Hinweis auf dessen niedere Herkunft ab. Später kamen die Pandavas hinzu und Draupadi willigte in die Ehe mit Arjuna ein. Als er seine Frau seiner Mutter Kunti vorstellen wollte, war diese gerade am Herd beschäftigt und deshalb abgelenkt; seine Bemerkung „Schau was ich mitgebracht habe“ erwiderte sie damit, dass dies nicht so wichtig sei, solange er es mit seinen Brüdern teile… So wurde Draupadi die Gemahlin aller fünf Pandavas.
Die Brüder gründeten in der Folgezeit zahlreiche Städte im Norden Indiens, darunter auch Indraprastha, welches häufig mit der Stadt Delhi gleichgesetzt wird. Sie lebten gemeinsam in einem Palast voller Kunst und Bücher, aber auch voller illusionärer Spielereien und Täuschungen; dennoch brachten die Pandavas mehrere Stadtstaaten der Umgebung unter ihre Kontrolle. Eines Tages kam Duryodhana, der älteste der Kaurava-Brüder zu Besuch; er fiel in ein Wasserbecken, dessen Oberfläche ihm fest erschienen war, und wurde von Draupadi und ihren Mägden ausgelacht und verspottet. Es gelang ihm später, die Pandava-Brüder zu einem Würfelspiel in seinen Palast zu locken, bei dem Yudhishthira, der Älteste, das Königreich und all ihr Hab und Gut verlor – sie waren mit einem Mal Diener ihrer Vettern geworden. Zuletzt verspielte er auch noch Draupadi. Duryodhana erteilte den Befehl Draupadi zu entkleiden, doch ihr Sari wurde länger und länger… Zuletzt endete alles damit, dass die fünf Brüder und ihre Gemahlin für 13 Jahre ins Exil gehen mussten.
Im Kamyaka-Wald wurde sie, als ihre Brüder auf Jagd waren, erneut von einem der Kaurava-Sohne (Jayadratha) bedrängt, dem es sogar gelang, sie in seinen Streitwagen zu zerren. Kurz darauf bemerkten die Brüder die Entführung ihrer Frau und verfolgten Jayadratha, der sie jedoch kommen sah und Draupadi auf der Straße zurückließ. Dennoch konnten die Brüder den Übeltäter gefangen nehmen; seine Tötung durch Bhima wurde jedoch mit dem Hinweis auf seine Frau und Kinder verhindert. Ein weiterer Übergriff auf ihre Person erfolgte durch Kichaka, doch wurde auch dieser vereitelt; Kichaka trat sie in aller Öffentlichkeit, woraufhin sie sich bei ihren tatenlos bleibenden Gatten beschwerte. Letztlich jedoch wurde Kishaka von dem als Draupadi verkleideten Bhima getötet. Weitere Abenteuer folgten.
Die Geschichte der Pandavas und ihrer Frau endet mit einer Pilgerreise in die Berge des Himalaya. Draupadi war die erste, die unter den Anstrengungen der Reise zusammenbrach und zurückblieb, doch auch Arjuna, Bhima, Nakula und Sahadeva ereilte wenig später das gleiche Schicksal; nur Yudhishthira erreichte Indras Paradies Amaravati und fragte nach seinen Brüdern und seiner Frau, woraufhin er in einen Palast geführt wurde, wo sie alle versammelt waren.

## Bedeutung
Durch die Zurückweisung Karnas und die Verspottung Duryodhanas nimmt Draupadi – wenn auch ungewollt – wesentlichen Einfluss auf den Fortgang der Erzählhandlung: Die zunehmend verhärteten Fronten zwischen den Pandavas und ihren Vettern, den Kauravas, münden schließlich in der Schlacht zu Kurukshetra, in der all ihre fünf Söhne den Tod finden.
Die Geschichten um Draupadi sind im hinduistischen Indien auch heute noch äußerst populär – sie gilt als Inbegriff einer schönen, ein wenig leichtfertigen, in jedem Fall aber begehrenswerten und gerade deshalb leidenden Frau. Manche werfen ihr Polyandrie und Gedankenlosigkeit vor, andere bemitleiden sie wegen ihrer oft tatenlos zuschauenden Männer. Letztlich bleibt sie jedoch eine der herausragenden Frauengestalten des Hinduismus und vielleicht sogar der Weltliteratur.

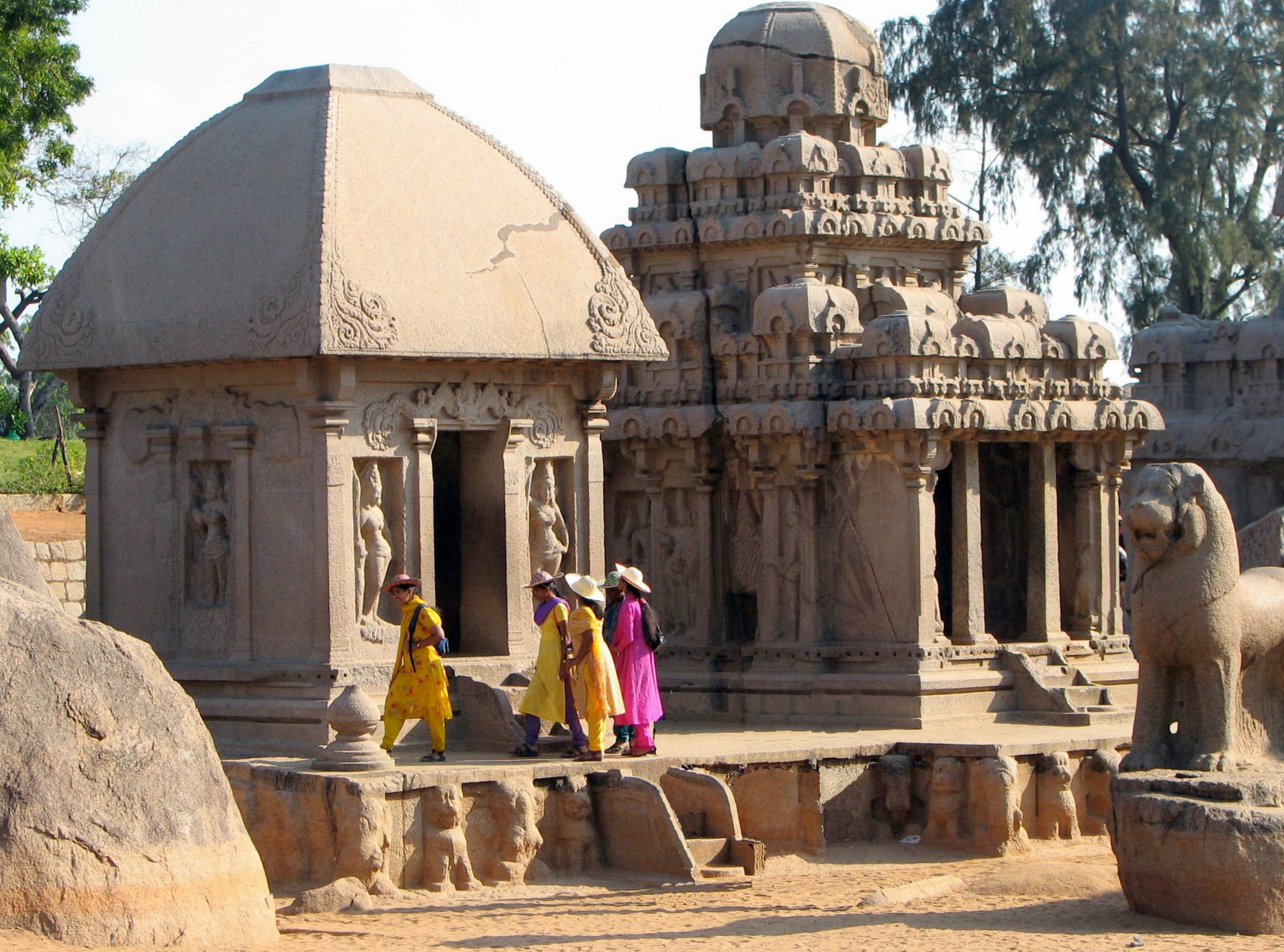
Draupadi- und Arjuna-Ratha in Mamallapuram

## Darstellung und Verehrung
In der mittelalterlichen Kunst wird Draupadi nur äußerst selten dargestellt. Mit dem Aufkommen der Miniaturmalerei in der Mogul-Zeit, aber vor allem während der britischen Kolonialzeit änderte sich dies. Heute sind bunte Bilddrucke über ganz Indien verbreitet. Vor allem in Südindien gibt es annähernd 400 Dorftempel, die ihr geweiht sind, denn am Ende der Erzählung wird sie als Inkarnation der Göttin Shri (= Lakshmi) bezeichnet. Der sogenannte Draupadi-Ratha in Mamallapuram trägt zwar ihren Namen, hat aber nie eine irgendwie geartete kultische Bedeutung gehabt.